# Sarau (Osttimor)
Sarau (auch Sarão, Sarao, Saran) war ein traditionelles Reich in der heutigen osttimoresischen Gemeinde Lautém. Es lag nahe dem jetzigen Ort Lautém in Malailada, an den Ufern des gleichnamigen Flusses. Die Bewohner gehörten zur Ethnie der Fataluku.

## Geschichte
In den 1730er-Jahren rebellierte Sarau gegen die portugiesischen Kolonialherren. Gouverneur Pedro de Rego Barreto da Gama e Castro ging daraufhin gegen das Reich vor.
1847 attackierten vermutlich buginesische Piraten oder Sklavenjäger den Ort Sama im heutigen Lautém, was in dieser Zeit nicht ungewöhnlich war. Gouverneur Julião José da Silva Vieira (1844 bis 1848) entsandte eine Militärexpedition, die aber zunächst von den Piraten geschlagen wurde. Noch viereinhalb Monate gelang es dann den 70 Buginesen, sich einer Belagerung durch 3000 Krieger zu erwehren, die die lokalen Herrscher zusammengezogen hatten. Sarau stand im Verdacht, mit den Buginesen zusammengearbeitet zu haben, weswegen Gouverneur Julião José da Silva Vieira (1844–1848) eine Strafexpedition gegen Dom Matheus, dem Liurai von Sarau entsandte. Die Vergeltungsaktion über acht Monate, bei der auch das Kanonenboot Mondego eingesetzt wurde, brachte schließlich eine Entschädigungssumme von 2000 Rupien ein. Die Köpfe der gefallenen Gegner wurden nach Dili zurückgebracht und beim Likurai-Tanz zur Schau gestellt. Die timoresische Tradition wurde von den Portugiesen auch in den folgenden Jahren immer wieder bei Rebellen angewandt.
1860 wurde Sarau von Gouverneur Afonso de Castro der Militärkommandantur Lautém zugeordnet. Er führt Sarau auch in seiner Liste der Reiche Timors von 1868 auf. 1867 hatte Sarau offiziell ein Bündnis mit dem portugiesischen Gouverneur Francisco Teixeira da Silva geschlossen, aber seine Unabhängigkeit weitgehend bewahrt. Gouverneur Rafael Jácome de Andrade (1888–1889) machte dem 1888 mit einem Feldzug gegen Sarau und Faturó ein Ende. Dabei wurde Andrade vom Sohn des Liurais von Sarau unterstützt, der sich die Herrschaft sichern wollte.

## Herrscher
- Tabi Coro (1703)
- Dom Álvaro da Costa (1726)
- Dom Luís Doutel (etwa 1769)
- Dom Álvaro Doutel (1815)
- Dom Matheus (?–1851)
- Dom Álvaro da Costa Hornay (1854–1876)
- Dom Alberto Smith (1877)
- Dom Alexandre da Costa Hornay (1889)
- Eugenio da Silva (1997)[9]